# Athrycia nigrita
Athrycia nigrita är en tvåvingeart som beskrevs av Jean-Baptiste Robineau-Desvoidy 1863. Athrycia nigrita ingår i släktet Athrycia och familjen parasitflugor.
Artens utbredningsområde är Frankrike. Inga underarter finns listade i Catalogue of Life.